# Trans-Atlantic Exoplanet Survey
La Búsqueda Trans-Atlantica de Exoplanetas oTrES, utiliza tres telescopios de 4 pulgadas (10cm) ubicados en el Observatorio Lowell, Observatorio Palomar y las Islas Canarias. Se hizo usando la red de telescopios pequeños, relativamente baratos, diseñados para localizar específicamente planetas orbitando alrededor de estrellas brillantes, utilizando el método del tránsito. La matriz usa telescopios Schmidt de 4-pulgadas con cámaras CCD y rutinas de búsqueda automatizadas. La inspección fue creada por David Charbonneau del Centro de Astrofísica, Timothy Brown del Centro Nacional de Investigación Atmosférica y Edward Dunham del Observatorio Lowell.

## Planetas descubiertos
Cuatro planetas han sido descubiertos hasta ahora por el proyecto TrES. Todos han sido descubiertos usando el método del tránsito. Tenga en cuenta que en los documentos de descubrimiento no se utiliza el sufijo b que suele utilizarse en las denominaciones de planeta extrasolares. Mientras que las formas con y sin la b se utilizan en la literatura, la tabla que aquí se utiliza la denominación asignada por los descubridores.

### Proyectos similares para el descubrimiento de exoplanetas
- Proyecto HATNet (HAT)
- Telescopio XO (XO)
- SuperWASP o WASP
- Proyecto MEarth

### Naves de caza de exoplanetas
- Corot (misión) (Corot) nave espacial lanzada en diciembre de 2006.
- Kepler (satélite) es una nave espacial de la NASA lanzada en marzo de 2009.